# Notodiaptomus incompositus
Notodiaptomus incompositus is een eenoogkreeftjessoort uit de familie van de Diaptomidae. De wetenschappelijke naam van de soort is voor het eerst geldig gepubliceerd in 1925 door Brian.